# Numerička matematika
Numerička matematika je grana matematike koja se bavi numeričkim približnim (aproksimativnim) rješavanjem matematičkih problema. Obzirom na polje matematike kojim se bavi, razlikujemo numeričku analizu, numeričku linearnu algebru, numeričko rješavanje nelinearnih jednadžbi, interpolacijske metode, aproksimativne metode, itd.

## Numerička analiza
Numerička analiza je grana numeričke matematike koja se bavi pronalaženjem i unapređivanjem algoritama za numeričko izračunavanje vrijednosti vezanih uz matematičku analizu, poput numeričkog integriranja, numeričkog deriviranja i numeričkog rješavanja diferencijalnih jednadžbi.
Posebna je uloga numeričkih metoda u rješavanju integrala i diferencijalnih jednadžbi, budući velik broj istih nije analitički rješiv, a izuzetno su važni u primjenama. Nasuprot tome, potreba za numeričkim deriviranjem nije izrazita, budući za deriviranje postoji konačan skup pravila pomoću kojeg je moguće derivirati svaku funkciju simboličkim postupcima.

## Numerička linearna algebra
Numerička linearna algebra je grana numeričke matematike koja se bavi pronalaženjem algoritama za brzo rješavanje problema iz linearne algebre. U prvom redu treba istaknuti metode za rješavanje linearnih sustava, te metode za određivanje svojstvenih vrijednosti i inverza matrice. Za razliku od npr. numeričke analize, metode u numeričkoj linearnoj algebri nisu prvenstveno aproksimativne (iako postoje i takve), već je osnovni problem optimizirati vremensko trajanje i memorijske zahtjeve računalnog rješavanja problema. Sustavi linearnih jednadžbi i matrice koje se rješavaju ovim algoritmima u pravilu su velikih dimenzija (primjerice, sustav od 100 000 linearnih jednadžbi s isto toliko nepoznanica).

## Interpolacijske metode
Interpolacijske metode su numeričke metode razvijene kako bi se kroz konačan broj točaka (koje najčešće predstavljaju neka mjerenja) provukla funkcija određenih karakteristika. Za takvu funkciju, koja prolazi kroz sve zadane toče, kažemo da interpolira zadani skup točaka. Interpolacijske metode prvanstveno se bave traženjem polinoma koji interpoliraju zadane točke, zbog mnogih dobrih karakteristika polinoma (poput neprekidnosti i glatkoće). S druge strane, pokazalo se da polinomi visokog stupnja iako interpoliraju, loše aproksimiraju funkciju, pa se problem interpolacije u praksi obično rješava traženjem po dijelovima linearnih funkcija ili po dijelovima kubnih funkcija (tzv. spline-ovi).

## Aproksimativne metode
Aproksimativne metode su metode razvijene kako bi se čim bolje aproksimirala neka funkcija na zadanom intervalu. U praksi, funkcija koju pokušavamo aproksimirati često nije ni poznata, već znamo samo konačan broj njezinih točaka (mjerenja). Za razliku od interpolacijskih metoda, cilj ovoga puta nije naći funkciju koja će proći kroz sve zadane točke, već odrediti onu koja će ukupno najmanje odstupati od (pretpostavljene) funkcije na cijelom intervalu. Najkorištenija metoda za određivanje aproksimativne funkcije je "metoda najmanjih kvadrata".

## Vanjske poveznice
Mrežna mjesta
- numerička matematika Hrvatska enciklopedija
- Vanja Vagner, Kako je džepno računalo pogriješilo, Playmath 5/2004.